# Mystra
Mystra es la diosa de la Magia en Faerún, en el escenario de campaña de los Reinos Olvidados del juego de rol de fantasía Dungeons & Dragons (D&D).
Mystra, Nuestra Señora de los Misterios o la Madre de Toda Magia es quien controla, mantiene y, de hecho, personifica, la Magia y la Urdimbre, la red que envuelve el mundo y acerca los poderes de la magia a los mortales, haciendo posibles los milagros y misterios producidos por el Arte y los usuarios de lo arcano.
Es una deidad ocupada y dedicada, que mantiene y cuida constantemente la Urdimbre, puesto que en esencia, Mystra es la Urdimbre.
Es un Poder Mayor y su alineamiento es Neutral Bueno (anteriormente, y todavía en cierta medida, Legal Neutral).
Su símbolo actual es un círculo de siete estrellas, de cuyo centro fluye una niebla roja (anteriormente era una única estrella blanco azulada de siete puntas, que todavía puede verse a menudo).
El Corazón de la Esencia es su plano de residencia y los dominios concedidos, en la 3ª edición, son: Bien, Conjuros, Ilusión, Magia, Rúnico y Saber.
- Datos: Q2517836